# شارل، زنده یا مرده
شارل، زنده یا مرده (فرانسوی: Charles mort ou vif‎) یک فیلم درام سوئیسی به کارگردانی آلن تانر است که در سال ۱۹۶۹ منتشر شد. از بازیگران فیلم می‌توان به فرانسوا سیمون و ژان-لوک بیدو اشاره کرد.